# System prezydencki
System prezydencki (prezydencjalizm) – system polityczny w demokracji charakteryzujący się rygorystycznym podziałem (separacją) władzy ustawodawczej i wykonawczej oraz połączeniem funkcji prezydenta i szefa rządu. W myśl tych zasad prezydentowi (jako organowi władzy wykonawczej) przysługuje pełnia władzy wykonawczej oraz zwolnienie z odpowiedzialności przed parlamentem – pozbawiony zostaje jednak możliwości ustawodawczych.
Przykładem prezydenckiego systemu rządów są Stany Zjednoczone oraz liczne republiki południowoamerykańskie. 

## Stany Zjednoczone
Prezydent jest odpowiedzialny tylko przed Narodem i Konstytucją, nie ponosi natomiast odpowiedzialności politycznej. Kongres może zastosować tzw. impeachment – usunięcie prezydenta ze stanowiska i zakaz sprawowania innych urzędów w wypadku oskarżenia go o złamanie prawa, oskarżenie wnosi Izba Reprezentantów, decyduje Senat obradujący pod przewodnictwem Prezesa Sądu Najwyższego. Prezydent Stanów Zjednoczonych dysponuje dużym zakresem władzy, ograniczanej przez amerykańską legislatywę. Prezydent pełni funkcję zwierzchnika sił zbrojnych, ale Kongres decyduje o wypowiedzeniu wojny, budżecie na nią przeznaczonym i ustala przepisy o kierowaniu siłami zbrojnymi oraz służbie wojskowej zaś Senat pozwala na zawarcie pokoju i umowy międzynarodowe. Prezydent powołuje przedstawicieli dyplomatycznych i najwyższych urzędników państwowych, jednak Senat zatwierdza kandydatury większością 2/3 głosów. Prezydent ma prawo weta, które może być jednak odrzucone większością 2/3 głosów obu izb Kongresu. Jego specyficznym uprawnieniem teoretycznie wzmacniającym pozycję jest weto kieszonkowe. 25 Poprawka dozwala prezydentowi zgłaszać kandydata na swego zastępcę, gdyby stanowisko to zostało opróżnione, decyzję podejmuje Kongres.

## II Rzeczpospolita
Według konstytucji z 23 kwietnia 1935 roku Prezydent był "czynnikiem nadrzędnym w Państwie" (art. 11), który za swe akty urzędowe nie odpowiadał przed nikim. Zakres jego władzy był szeroki: mianował Prezesa Rady Ministrów oraz (na jego wniosek) Ministrów, Pierwszego Prezesa Sądu Najwyższego, Prezesa Najwyższej Izby Kontroli, zwoływał i rozwiązywał Sejm i Senat, powoływał sędziów Trybunału Stanu i 1/3 senatorów, zawierał i ratyfikował umowy międzynarodowe. Był ponadto Zwierzchnikiem Sił Zbrojnych – mianował i zwalniał Naczelnego Wodza i Generalnego Inspektora Sił Zbrojnych, a także decydował o wojnie i pokoju. Przysługiwało mu prawo łaski i weto zawieszające. Wszystkie organy państwowe pozostawały pod jego zwierzchnictwem (art. 3). Jego akty urzędowe które nie należały do prezydenckich prerogatyw wymagały kontrasygnaty Premiera i odpowiedniego Ministra. Wydawał dekrety o mocy ustaw trzech rodzajów: 1 – z upoważnienia wyrażonego w ustawie w czasie i zakresie, przez nią oznaczonym, 2 – w czasie między rozwiązaniem i zebraniem się Izb nowej kadencji (z wyjątkiem zmiany Konstytucji, ordynacji wyborczej, budżetu,  podatków i monopoli, systemu monetarnego, zaciągania pożyczek państwowych, zbywania i obciążania nieruchomego majątku państwowego, oszacowanego na kwotę ponad 100 tysięcy złotych), 3 – dotyczące organizacji Rządu, administracji i zwierzchnictwa Sił Zbrojnych (te mogły być wydane w każdej chwili i odwołane lub znowelizowane tylko w tym samym trybie). Kadencja Prezydenta miała trwać 7 lat. Wybierany miał być przez Zgromadzenie Elektorów – chyba że przed końcem kadencji wskazał własnego kandydata na swojego następcę. W takiej sytuacji Prezydenta wybierać miał naród spośród dwóch kandydatów – jednego wybranego przez Zgromadzenie Elektorów i drugiego przez ustępującego Prezydenta. W czasie wojny Prezydent mógł wydawać wszelkie dekrety z wyjątkiem zmiany Konstytucji, przedłużyć kadencję Izb do czasu zawarcia pokoju, zwoływać je w zmniejszonym składzie, wyznaczyć swego następcę, kadencja przedłużała się do upływu 3 miesięcy od zawarcia pokoju. Ten system wyraźnie odbiegał od amerykańskiego.

## Cechy systemu prezydenckiego
- prezydent jest wybierany w głosowaniu powszechnym;
- kadencja prezydenta jest określona w czasie (najczęściej jest ona czteroletnia – jak np. w USA czy Brazylii, choć np. w Meksyku trwa ona sześć lat);
- ministrowie wchodzący w skład rządu odpowiadają jedynie przed prezydentem;
- istnieje jeden ośrodek władzy wykonawczej;
- akty wydawane przez prezydenta nie wymagają kontrasygnaty;
- prezydent nie jest odpowiedzialny politycznie, ale w przypadku złamania konstytucji lub prawa może zostać odwołany (przez parlament lub naród w referendum);
- prezydent ma możliwość wydawania dekretów z mocą ustawy w sytuacjach nadzwyczajnych (np. okres wojny).